# Eleição municipal de Blumenau em 2008
A eleição municipal de Blumenau em 2008 foi realizada no dia 5 de outubro. A cidade foi às urnas para eleger um prefeito, um vice-prefeito e 15 vereadores no município de Blumenau, no estado de Santa Catarina, no Brasil. O prefeito titular, João Paulo Kleinübing, do DEM, foi reeleito em primeiro turno com 63,67% dos votos válidos. Para o Legislativo Municipal, o candidato mais votado foi o vereador eleito Jovino Cardoso, do DEM, que recolheu 5.588 votos (3,11% dos votos válidos).

## Resultados

### Prefeito
Cinco candidatos disputaram o cargo de Prefeito de Blumenau. Em 5 de outubro de 2008, João Paulo Kleinübing (DEM) venceu a disputa em primeiro turno com 112.509 votos, ou 63,67% dos votos válidos.
| Candidato(a)                | Vice                       | 1º turno | 1º turno    |
| Candidato(a)                | Vice                       | Total    | Percentagem |
| --------------------------- | -------------------------- | -------- | ----------- |
| João Paulo Kleinübing (DEM) | Rufinus Seibt (PMDB)       | 112.509  | 63,67%      |
| Décio Lima (PT)             | Amauri Cadore (PDT)        | 48.754   | 27,59%      |
| Ivan Naatz (PV)             | Ângelo Roncigliò (PPS)     | 13.644   | 7,72%       |
| Dari Diehl (PSOL)           | Hartmut Kraft (PSOL)       | 1.280    | 0,72%       |
| José Ouriques (PTC)         | Paulo Afonso Villain (PTC) | 509      | 0,29%       |
| Total de votos válidos      | Total de votos válidos     | 176.696  | 100%        |
| → Votos nulos               | → Votos nulos              | 7.304    | 3,89%       |
| → Votos em branco           | → Votos em branco          | 3.615    | 1,93%       |
| Total                       | Total                      | 187.615  | 88,42%      |
| Abstenção                   | Abstenção                  | 24.575   | 11,58%      |
| Total de eleitores          | Total de eleitores         | 212.190  | 100%        |

### Vereador
Quinze vereadores foram eleitos no dia 5 de outubro de 2008. Entre eles, apenas uma mulher. O vereador mais votado foi Jovino Cardoso (DEM), com 5.588 votos, ou 3,11%. O partido com a maior representação foi o DEM (5), seguido pelo PSDB com quatro vereadores.
| Partido            | Partido            | Candidato               | Votos   | Porcentagem |
| ------------------ | ------------------ | ----------------------- | ------- | ----------- |
|                    | DEM                | Jovino Cardoso          | 5.588   | 3,11%       |
|                    | PSDB               | Napoleão Bernardes      | 5.542   | 3,09%       |
|                    | DEM                | Fábio Fiedler           | 5.482   | 3,05%       |
|                    | DEM                | Mário Hildebrandt       | 5.292   | 2,95%       |
|                    | PMDB               | Beto Tribess            | 4.582   | 2,55%       |
|                    | PSDB               | Jens Mantau             | 3.558   | 1,98%       |
|                    | DEM                | Marcelo Schrubbe        | 3.054   | 1,7%        |
|                    | PP                 | Deusdedith de Souza     | 2.812   | 1,57%       |
|                    | PDT                | José de Souza           | 2.736   | 1,52%       |
|                    | PT                 | Vanderlei de Oliveira   | 2.606   | 1,45%       |
|                    | PT                 | Vanio Salm              | 2.581   | 1,44%       |
|                    | PSDB               | Marco Antônio Wanrowsky | 2.037   | 1,30%       |
|                    | PSDB               | Helenice Luchetta       | 4.514   | 2,51%       |
|                    | DEM                | Antonio Veneza          | 2.621   | 1,46%       |
|                    | PP                 | Zé Marçal               | 2.384   | 1,33%       |
| → Votos nulos      | → Votos nulos      | → Votos nulos           | 9.267   | 4,94%       |
| → Votos brancos    | → Votos brancos    | → Votos brancos         | 7.805   | 4,16%       |
| Total apurado      | Total apurado      | Total apurado           | 187.615 | 88,42%      |
| Abstenção          | Abstenção          | Abstenção               | 24.575  | 11,58%      |
| Total de eleitores | Total de eleitores | Total de eleitores      | 212.190 | 100%        |